# 헤어만 다누저
헤어만 다누저(독일어: Hermann Danuser, 1946년 10월 3일 ~ )는 스위스 출신의 독일 음악학자이다.

## 생애 및 업적
스위스의 프라우엔펠트에서 태어났다. 취리히 음악대학과 취리히 대학교에서 피아노, 오보에, 음악학, 철학, 그리고 독문학을 공부했다. 음악적 산문의 연구로 박사학위를 수여받는다. 1973년부터 베를린에서 카를 달하우스의 지도로 음악학을, 게어하르트 푸헬트의 지도로 피아노를 공부한다. 
1982년에서 1988년까지 독일 하노버 음악 연극 대학교의 정교수로 재직한다. 

## 수상 명예직
학문적 공로를 인정받아 2005년 런던 대학교로부터 명예음악박사를 수여받았다.